# Vrede van Libeň
De Vrede van Libeň werd gesloten op 25 juni 1608 in het kasteel Libeň, aan de rand van Praag, tussen keizer Rudolf II en zijn jongere broer, aartshertog Matthias van Habsburg.

## Achtergrond
Keizer Rudolf II was mensenschuw en naarmate de tijd vorderde was hij niet meer in staat beslissingen te nemen, daarenboven was hij niet getrouwd wat een probleem was voor de troonsopvolging. In 1606 werd Matthias door de andere aartshertogen informeel erkend als het hoofd van het huis Habsburg. De staatszaken die Matthias ondernam, zoals de Vrede van Zsitvatorok, die een einde maakte aan de Vijftienjarige Oorlog weigerde Rudolf II te ondertekenen. De spanningen tussen de twee broers liep dermate op, dat er een gewapend conflict dreigde. Boheemse edelen slaagden erin de plooien glad te strijken.

## Verdrag
Het Heilig Roomse Rijk werd verdeeld. Matthias kreeg Hongarije, het Aartshertogdom Oostenrijk en het markgraafschap Moravië. Rudolf behield het Koninkrijk Bohemen, het markgraafschap Neder-Lausitz en het Hertogdom Silezië. Rudolf erkende Matthias als troonopvolger voor het Koninkrijk Bohemen.